# Appenheim

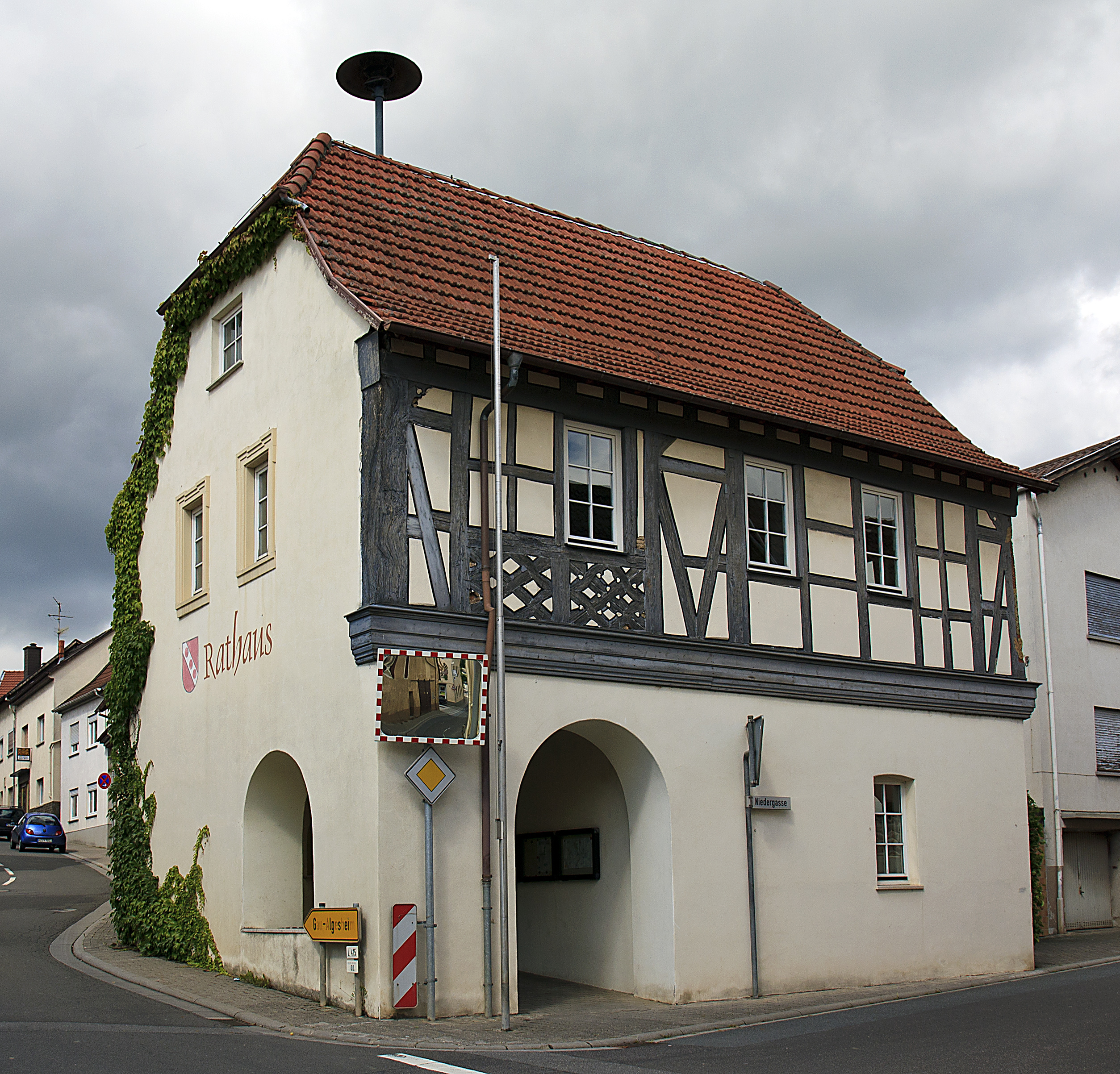
Rathaus

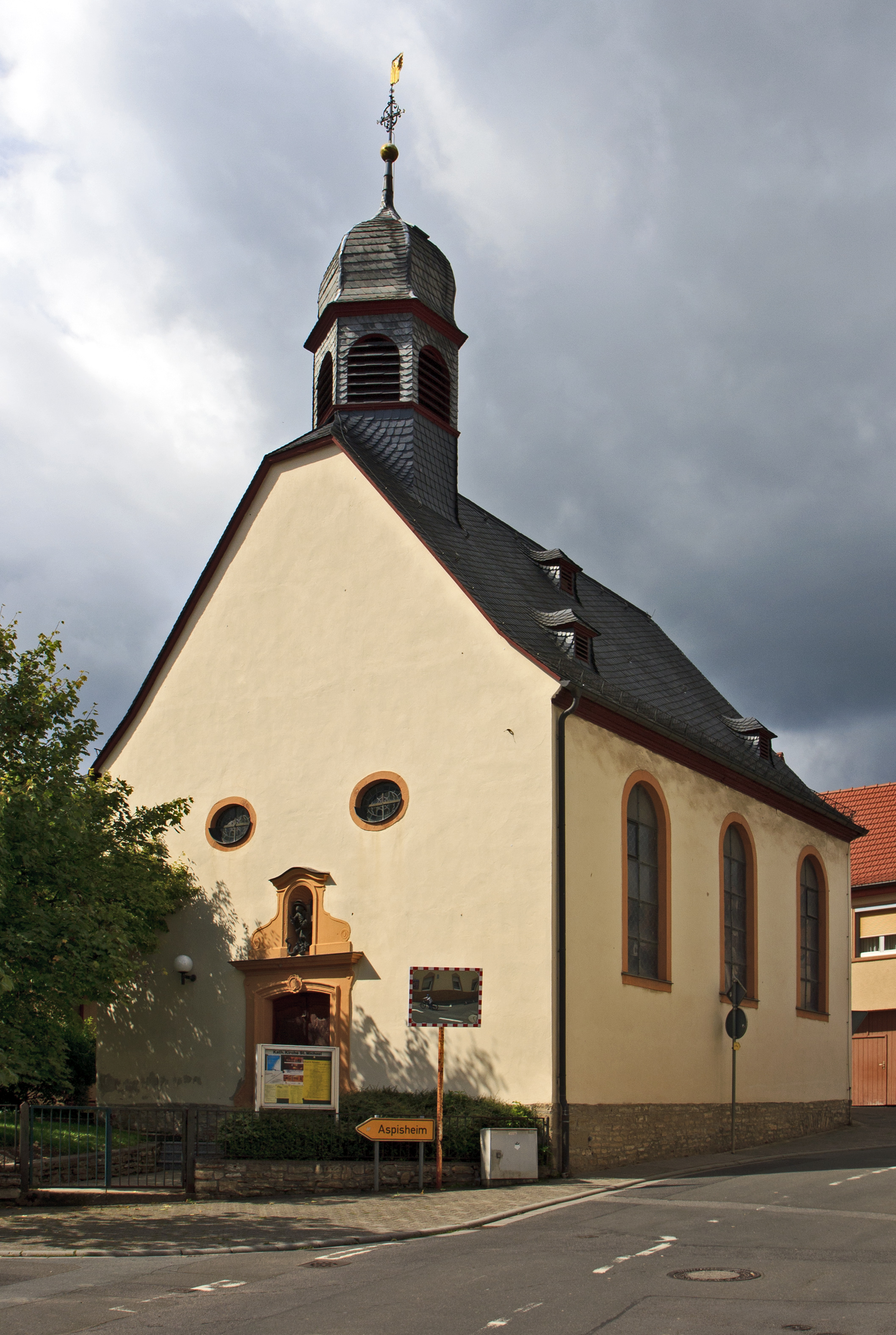
Katholische Kirche St. Michael

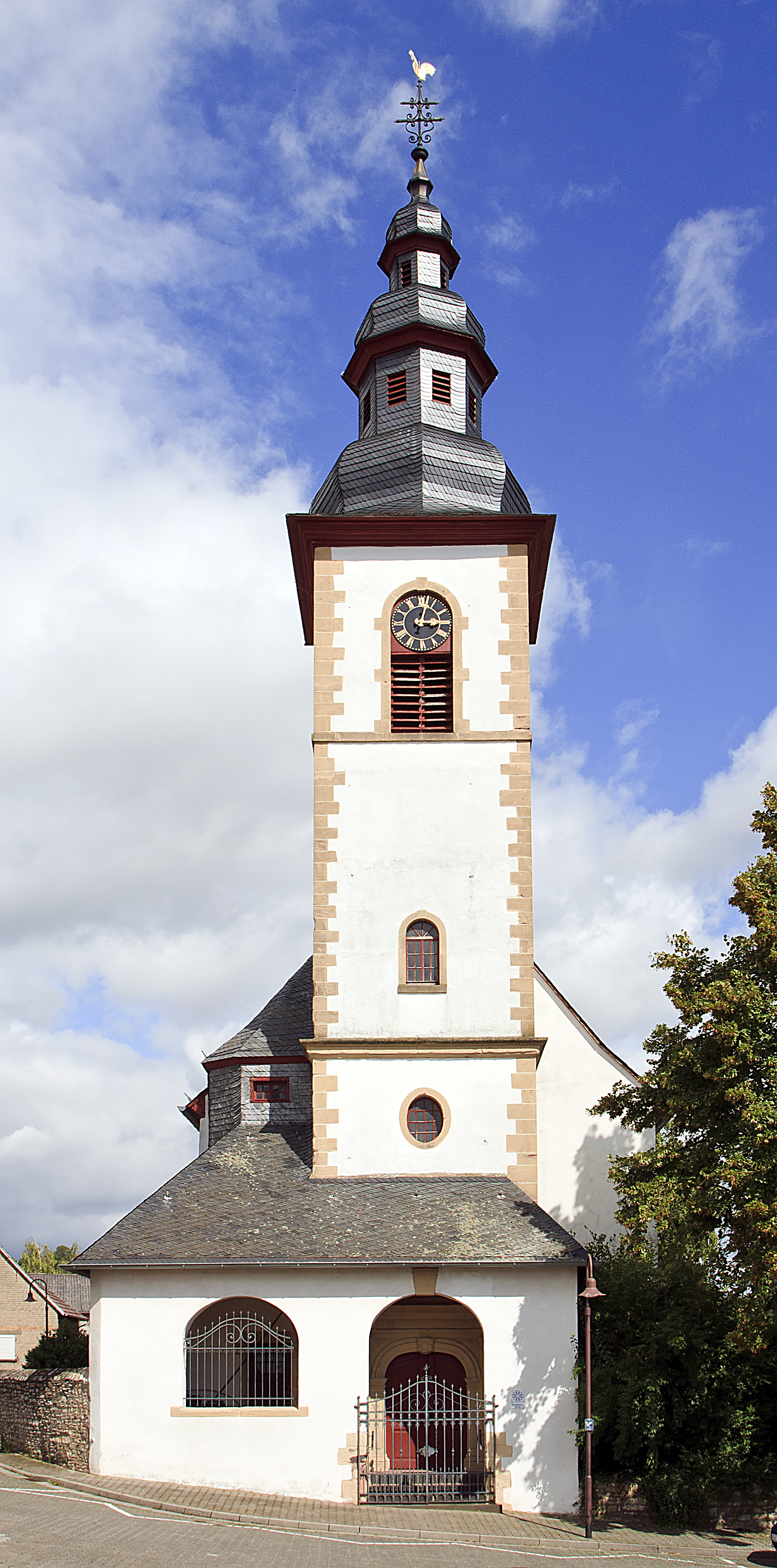
Die evangelische Pfarrkirche, ein spätbarocker Saalbau

Appenheim ist eine Ortsgemeinde im Landkreis Mainz-Bingen in Rheinland-Pfalz. Sie gehört der Verbandsgemeinde Gau-Algesheim an.

## Geographische Lage
Der Weinort liegt etwa 12 Kilometer südwestlich von Mainz und ist von der Landwirtschaft geprägt. Ingelheim am Rhein liegt rund 5 Kilometer nördlich der Gemeinde. Durch das Gemeindegebiet fließen der Welzbach sowie dessen Zuflüsse Wethbach und Dünbach. Nach Nordosten hin wird das Welzbachtal durch den Westerberg abgeschirmt.

## Geschichte
Erste Spuren menschlicher Besiedlung lassen sich auf das zweite oder erste Jahrhundert vor Christus datieren. Die älteste erhaltene Erwähnung von Appenheim findet sich im karolingischen goldenen Buch (Liber aureus) der Abtei Prüm und datiert auf das Jahr 882. 
Ab dem 12. Jahrhundert gehörte Appenheim zur Kurpfalz, von 1311 bis 1324 war der Ort kurzzeitig an die Grafen von Sponheim verpfändet, denen die Nachbargemeinde Ober-Hilbersheim unterstand. Appenheim war Grenzort zum Mainzer Kurfürstentum, zu dem das benachbarte Gau-Algesheim gehörte. Die Grenzlage prägte die Bewohner in den folgenden Jahrhunderten, noch heute liegt Appenheim umgangssprachlich „in der Pfalz“.
Im Zuge der französischen Besatzung mussten auch Appenheimer bei der Belagerung von Mainz 1793 helfen. 1797 endete schließlich die jahrhundertelange Zugehörigkeit zur Kurpfalz. Der Ort wurde wie auch Gau-Algesheim Teil des Kantons Oberingelheim im Département Donnersberg, das das Gebiet zwischen Bingen am Rhein und Speyer abdeckte. Nach dem Rückzug der Franzosen 1814 wurde Appenheim dem Großherzogtum Hessen(-Darmstadt) zugesprochen, das den Kanton Oberingelheim 1835 zum neuen Kreis Bingen hinzufügte. Wirtschaftlich bedeuteten die ersten Jahrzehnte des 19. Jahrhunderts einen Aufschwung für die Gemeinde, insbesondere im landwirtschaftlichen Bereich. Durch den folgenden Bevölkerungszuwachs fanden jedoch immer mehr Appenheimer keine Arbeit in der heimischen Landwirtschaft und wanderten oft in die Vereinigten Staaten aus. Die Bevölkerungszahl sank von 865 im Jahr 1834 auf 833 Einwohner 1858.
In Folge des Ersten Weltkriegs wurden in Appenheim ab 1917 zahlreiche Flüchtlinge aus Mainz und anderen nähergelegenen Großstädten aufgenommen. Insgesamt starben durch den Krieg 19 Menschen aus Appenheim, darunter befanden sich acht gefallene Soldaten. Nach dem Ersten Weltkrieg kam die Gemeinde erneut unter französische Besatzung. Nach Recherchen eines Appenheimer Bürgers erhielten bei Wahlen in den 1920er Jahren DDP und DVP die meisten Stimmen.
Ab 1930 gewann die NSDAP stark an Zuwachs. Ab 1942 wurden Juden aus Appenheim ins Konzentrationslager Theresienstadt deportiert. Der Zweite Weltkrieg wurde ebenfalls ab 1942 in der Gemeinde spürbar. Am 20. März 1945 marschierten alliierte Truppen in Appenheim ein.
Nach Kriegsende wurde Appenheim dem Land Rheinland-Pfalz zugeordnet. Der Landkreis Bingen wurde 1969 aufgelöst, Appenheim und ein Großteil des ehemaligen Landkreises gehören heute zum Landkreis Mainz-Bingen.

## Politik

### Gemeinderat
Der Gemeinderat in Appenheim besteht aus 16 Ratsmitgliedern, die bei der Kommunalwahl am 9. Juni 2024 in einer personalisierten Verhältniswahl gewählt wurden, und dem ehrenamtlichen Ortsbürgermeister als Vorsitzendem.
Die Sitzverteilung im Gemeinderat:
| Wahl | SPD | CDU | FDP | WGK * | AIG | Gesamt   |
| ---- | --- | --- | --- | ----- | --- | -------- |
| 2024 | –   | 7   | 2   | 7     | –   | 16 Sitze |
| 2019 | 9   | 5   | 2   | –     | –   | 16 Sitze |
| 2014 | 7   | 7   | 2   | –     | –   | 16 Sitze |
| 2009 | 6   | 5   | 1   | –     | 4   | 16 Sitze |
| 2004 | 5   | 7   | 1   | –     | 3   | 16 Sitze |

### Bürgermeister
Horst Krichten (WGK) wurde am 11. Juli 2024 Ortsbürgermeister von Appenheim. Bei der Direktwahl am 9. Juni 2024 war er ohne Gegenkandidat mit einem Stimmenanteil von 85,2 % gewählt worden.
Krichtens Vorgänger Georg Schacht (SPD) hatte das Amt 2014 übernommen und kandidierte bei der Wahl 2024 nicht erneut als Ortsbürgermeister. Zuletzt bei der Kommunalwahl am 26. Mai 2019 war er mit einem Stimmenanteil von 66,95 % in seinem Amt bestätigt worden.

### Gemeindepartnerschaften
Partnergemeinden sind Apfelstädt in Thüringen und Marano di Valpolicella in der Provinz Verona.

## Regelmäßige Veranstaltungen
Die Appenheimer Kerb findet immer Anfang Juni statt.

## Wirtschaft und Infrastruktur

### Wirtschaft
Die Gemeinde ist hauptsächlich vom Weinbau und der Landwirtschaft geprägt. Die Weinlagen gehören im Weinanbaugebiet Rheinhessen zum Bereich Bingen in der Großlage Abtey Die Einzellagen sind im Südwesten der Daubhaus und der Eselspfad, im Süden der Drosselborn und im Nordosten der Hundertgulden.

### Verkehr
Der Ort wird durchquert von der L 415. Die A 60 und A 63 sind mit dem Auto in 10 bis 20 Minuten zu erreichen.
Busverbindungen werden von DB Regio Bus Mitte betrieben und führen zu den nahegelegenen Bahnhöfen Gau-Algesheim (8 Minuten Fahrzeit) und Ingelheim (18 Minuten Fahrzeit) an der linken Rheinstrecke.

### Bildungseinrichtungen
- Der Gemeindekindergarten und die Grundschule Welzbachtal.

## Besonderheiten
Die Weinlage Appenheimer Hundertgulden an den Hängen des Westerberges wird als die Lage mit den höchsten Carbonatgehalten aller deutschen Weinbergslagen beworben.

## Persönlichkeiten

### Söhne und Töchter der Gemeinde
- Johann Horn (ca. 1770–1800), pfalz-bayerischer Feldwebel, Ritter der bayerischen Tapferkeitsmedaille
- Esther Knewitz († 2004), Rheinhessische Weinkönigin 2001/2002, deutsche Weinprinzessin 2002/2003[22]

### Mit Appenheim verbunden
- Johann Konrad Schiede (1760–1826), war Pfarrer, Spätaufklärer und Verfasser von Trivialromanen
- Stefan Kainath (* 1964), zweifacher Karate-Weltmeister und Bundestrainer, wohnt seit 2006 in Appenheim